# غونهيلد هاوغن
غونهيلد هاوغن (بالنرويجية البوكمول: Gunhild Halle Haugen)‏ هي عداءة المسافات الطويلة نرويجية، ولدت في 1 يونيو 1972 في ساندفيورد في النرويج.

## وصلات خارجية
- غونهيلد هاوغن على موقع الاتحاد الدولي لألعاب القوى (الإنجليزية)
- غونهيلد هاوغن على موقع أوليمبيديا (الإنجليزية)